# Феодосий Монзенский
Феодосий Монзенский (ум. ок. 1602) — монах, преподобный Русской православной церкви.
О детстве и мирской жизни Феодосия сведений практически не сохранилось, да и прочие биографические сведения о нём очень скудны и отрывочны. Известно, что он подвизался в Благовещенском монастыре на берегу реки Монза Костромской губернии почти с самого его основания.
В житии преподобного Ферапонта сообщается, что Феодосий был слепец и превосходил всю братию монастыря иноческими добродетелями: послушанием, смирением, молитвенным бодрствованием, постом и трудолюбием. Любимой его работой, которую он не прерывал и по ночам и часто тайно исполнял за других иноков, было приготовление муки на ручных жерновах. 
Он удостаивался чудесных явлений скончавшегося преподобного Ферапонта и после своей смерти являлся другим. 
Согласно Русскому биографическому словарю под редакцией сенатора А. А. Половцова Феодосий Монзенский скончался не позже 1601 года, однако в православной энциклопедии «Древо», со ссылкой на сайт Костромской епархии, говорится, что он умер в 1602 году.
Погребен Феодосий Монзенский в Благовещенской церкви ныне упразднённого Монзенского монастыря. 
Память его чтится в православии 12 декабря. Феодосий Монзенский включен в Собор Костромских святых.